# جون قاولد ستيفنسون
جون قاولد ستيفنسون (بالإنجليزية: John Gould Stephenson)‏ هو طبيب وأمين مكتبة أمريكي، ولد في 1 مارس 1828 في لانكاستر في الولايات المتحدة، وتوفي في 11 نوفمبر 1883 في واشنطن العاصمة في الولايات المتحدة.